# Démographie de la Russie
En 2024, la population de la Russie s'établissait à environ 143,8 millions d'habitants, sans inclure la population de la Crimée et des autres zones ukrainiennes occupées, dont le statut est largement contesté. Ceci fait de la Russie le neuvième pays le plus peuplé de la planète. Depuis 2023 le taux d’urbanisation s'établit à environ 75 %. En 2023, le taux de fécondité était d’1,41 enfant par femme en âge de procréer, selon des estimations de l’agence russe des statistiques (Rosstat), citées par le quotidien économique RBC. 
En 1989, l'URSS recensait 287 millions d'habitants, soit plus qu'aux États-Unis (247 millions). Après l'explosion du bloc communiste en 1991, la population de la fédération de Russie est d'environ 148,5 millions. Il s'ensuit un déclin démographique prononcé avec une diminution de sa population d'environ 0,5 % par an, due à une baisse de la natalité et à une augmentation de la mortalité. Une légère augmentation de 142,7 à 145,5 millions a lieu entre 2008 et 2019, avant que la population ne reparte à la baisse. En 2020, la population russe était d'environ 145 millions, contre environ 330 millions aux États-Unis. À ce rythme, la population du pays pourrait tomber à 139 millions d’ici à 2046, voire 130 millions, d’après un scénario plus pessimiste, soit l’équivalent de la population de l’Empire russe en 1897.D’après les estimations de l'ONU, le pays pourrait ainsi perdre 15 % de sa population avant 2100, soit un peu moins de 20 millions d’habitants. Ce déclin démographique est jugé « catastrophique » en 2023, avec une perte régulière d'habitants permanents, de l'ordre de 500 000 personnes par an depuis 2020, et un taux de fécondité dans la norme de ceux de l'Europe, à 1,4 enfant par femme, insuffisant pour assurer le renouvellement de la population. 
L'invasion de l'Ukraine accroît largement la mauvaise dynamique démographique de la Russie. D’une part, une frange de la population, d'au moins plusieurs centaines de milliers de personnes, fuit le pays après l’invasion de l'Ukraine par les troupes du Kremlin. D'autre part, de nombreux hommes meurent au combat.
La Russie a une forte diversité ethnique, avec environ 160 nationalités différentes sur son sol. Selon le recensement de 2021, les Russes constituent 72 % de la population totale, tandis que cinq autres nationalités ont une population supérieure à 1 million : les Tatars (3,2 %), les Tchétchènes (1,1 %), les Bachkirs (1,1 %), les Tchouvaches (0,7 %) et les Avars (0,7 %).
La densité de population de la Russie est de 8 habitants par kilomètre carré. Le peuplement est plus dense dans la partie européenne du pays. En 2015, quinze villes comptent plus d'un million d'habitants ; ce sont, d'ouest en est : Saint-Pétersbourg, Moscou, Rostov-sur-le-Don, Voronej, Nijni Novgorod, Volgograd, Samara, Oufa, Kazan, Perm, Iekaterinbourg, Tcheliabinsk, Omsk, Novossibirsk et Krasnoïarsk.

## Démographie historique

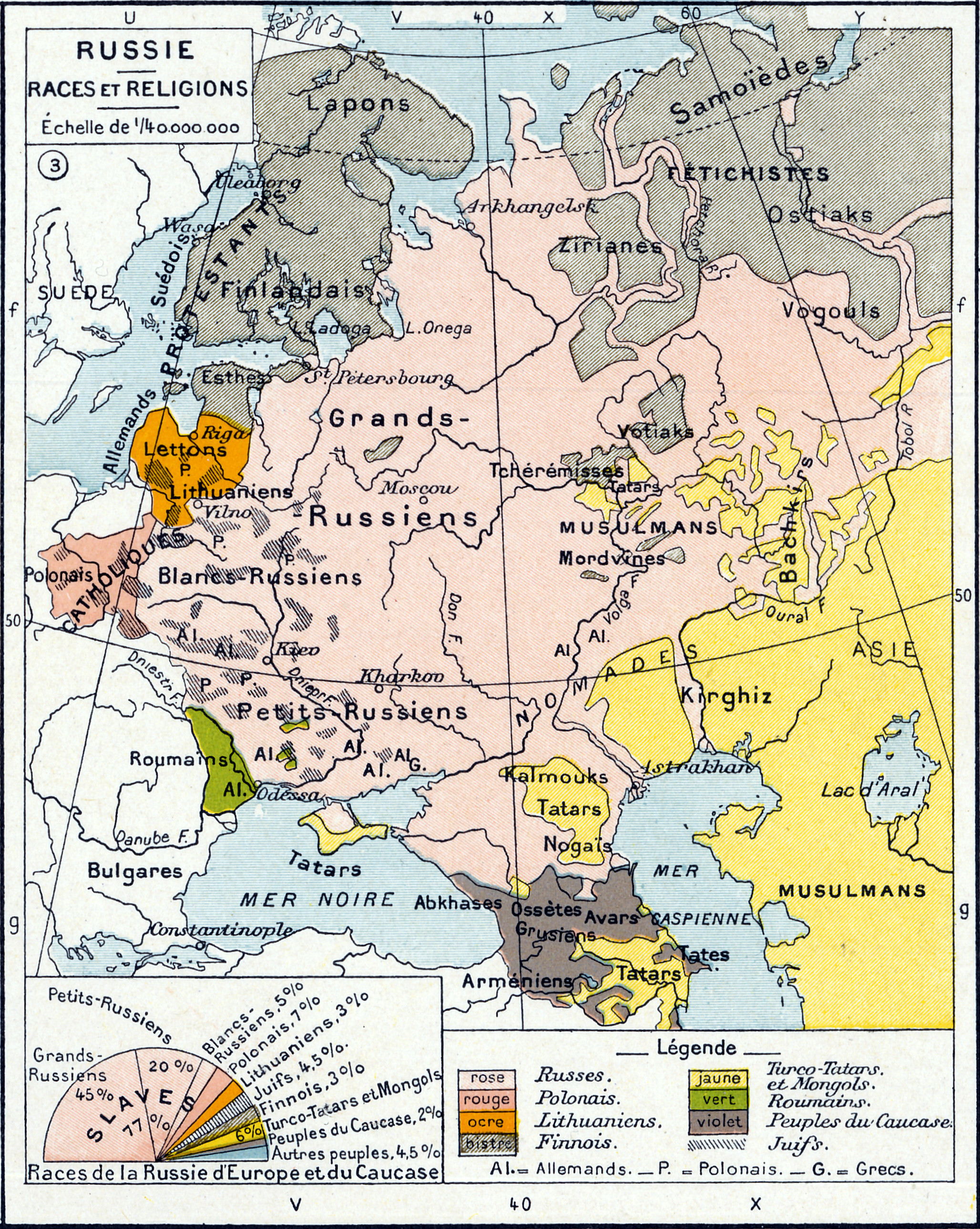
Carte des populations ethniques dans l'atlas général de Vidal de La Blache (1898).

### Estimations sous l'Empire russe
Au début du règne de Catherine II en 1762, on estime à 19 millions le nombre de ses sujets. À sa mort en 1796, ce nombre est de 36 millions.
Dans un essai de 1825, Robert Lyall estime à 50 millions d'habitants la population de l'Empire russe en 1823. 
En 1722, le nombre d'habitants s'élevait à 14 millions, il passe à 16 millions en 1742, 20 millions en 1762, 28 millions en 1782, 36 millions en 1795, 35 millions en 1807, et 48 millions en 1818.[réf. souhaitée]

### Recensement de 1897
La Russie impériale était, au XIXe siècle, l'État le plus peuplé du monde occidental, devant les États-Unis et l'Allemagne. D'après les statistiques du recensement de 1897 concernant les nationalités de l'Empire, la population se montait à 122 666 000 habitants dont 44,32 % de Russes, 17,81 % d'Ukrainiens, 6,71 % de Polonais, 10,82 % de turcophones, 4,03 % de Juifs, 2,78 % de Finnois, 2,46 % de Lituaniens et de Lettons, 1,46 % d'Allemands, 1,34 % de populations caucasiennes, 1,07 % de Géorgiens, 0,93 % d'Arméniens, 0,62 % d'Iraniens, 0,28 % de Mongols et 0,73 % de diverses autres populations.

### Avant la Seconde Guerre mondiale
Du début du XXe siècle jusqu'en 1940, le pays fut caractérisé par une mortalité élevée et par une mortalité infantile élevée, de par la prévalence des maladies infectieuses. L'espérance de vie fut faible notamment pendant la Première Guerre mondiale (1914-1918), la guerre civile russe (1917-1922), la famine de 1932-1933 et la collectivisation (1930-1953).
Pendant la Première Guerre mondiale et la guerre civile, la fécondité diminua fortement, mais au milieu des années 1920, la vie des populations civiles fut alors redevenue normale ce qui a pu permettre une période de forte fécondité (couplée aux premiers programmes de santé publique soviétiques). Mais dans les années 1930, une baisse brutale de la fécondité s'amorça, tandis que la mortalité restait élevée. Selon Anatoli Gregorievitch Vichnevski, les pertes démographiques durant la période 1926-1940 s'élèveraient à 9 millions de personnes.

### Après la Seconde Guerre mondiale

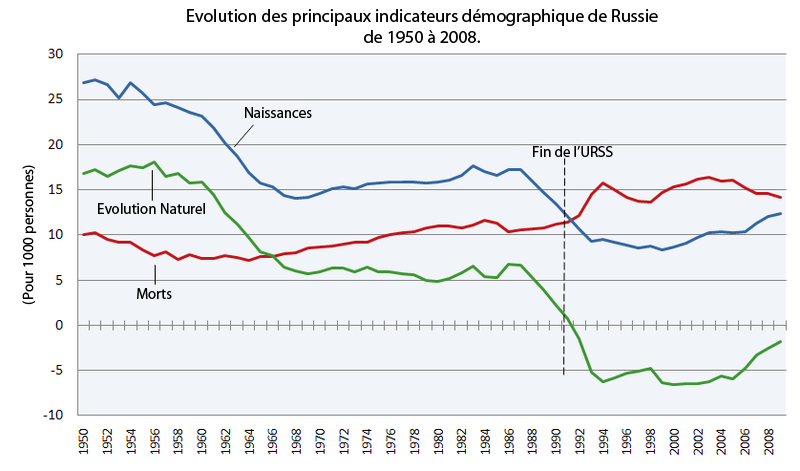
Évolution des principaux indicateurs démographiques (natalité, mortalité et accroissement naturel entre 1950 et 2008.

Après 1945, l'Union soviétique grâce à la diffusion des antibiotiques, connut une chute de la mortalité infantile et par conséquent, une forte augmentation de l'espérance de vie et une croissance naturelle d'environ 1 % par an, et dès 1955, la population atteint son niveau d'avant-guerre. Cependant, le déclin de la fécondité était rapide et réduisit progressivement la croissance naturelle. D'autant que la mortalité des populations actives augmenta, surtout chez les hommes, ce qui tend à diminuer petit à petit l'espérance de vie malgré la baisse de la mortalité infantile. De plus, la plus grande partie de cette croissance démographique était située en Asie centrale, en Transcaucasie, en Biélorussie, en Moldavie, en Lituanie et en Estonie, mais pas en Russie où le taux de fécondité passa en dessous du niveau de la reproduction simple des générations dès 1967. Une augmentation de la fécondité se produisit en 1982, mais elle s’écroula dès 1990.

### Crise démographique des années 1990 et du début duXXIesiècle
L'augmentation de la mortalité dans les années 1990 est en grande partie attribuable au vieillissement de la population puisque les précédentes générations du troisième âge ont été peu nombreuses à cause des pertes massives dans les années 1930 et 1940.
Ce pic s'explique par divers facteurs : l'alcoolisme, des équipements de santé déficients, une production de médicaments insuffisante, une dégradation du niveau de vie. La Russie a connu, pendant la période de transition économique, marquée par la « thérapie de choc », un bouleversement social qui s'est traduit par quatre fois plus de morts violentes que les États-Unis à la même période : en effet, elle se classait alors au deuxième rang mondial pour les homicides (15,06 pour 100 000 habitants en 2009) et troisième pour les suicides (26,47 pour 100 000 habitants en 2009). L'arrivée, plus tardive qu'à l'ouest, de certaines épidémies comme le SIDA explique aussi la situation : à la fin de 2005, la Russie enregistrait près de 350 000 infections au VIH.
Une étude du Lancet (2009) établit une corrélation entre la brutalité de la transition (privatisations rapides et massives, augmentation corrélative du chômage) et l'augmentation de la mortalité. En effet, à partir de 1992, la Russie privatisa massivement, la thérapie de choc étant mise en œuvre de façon complète à partir de 1994 : à cette époque, plus de 50 % du secteur public (112 625 entreprises d'État) avait été privatisé.
Dans un contexte de privatisations hâtives et d'inflation persistante, la transition s'est d'abord traduite par une quasi-division par deux du produit intérieur brut, ce qui a fait naître des controverses sur le rôle joué par le Fonds monétaire international (FMI) . Le chômage, qui s'élevait à moins de 0,1 % de la population active au début des années 1990, avait grimpé à 0,8 % en 1992 et jusqu'à 7,5 % en 1994, quatre fois plus vite qu'en Biélorussie (0,5 % en 1992 et 2,1 % en 1994), qui a adopté une méthode plus graduelle de libéralisation. Dans le même temps, souligne cette étude comparative entre pays post-communistes du Lancet (2009), le taux de mortalité augmenta quatre fois plus vite en Russie qu'en Biélorussie. L'étude constate une corrélation entre les privatisations massives et rapides et l'augmentation du chômage, et entre celle-ci et l'augmentation des taux de mortalité. Elle attribue ainsi une augmentation de plus de 18 % de la mortalité en Russie attribuable aux privatisations massives et au chômage, donnant un accès difficile aux soins, induisant une augmentation de l'alcoolisme et des comportements alcooliques dangereux avec des ingestions de substances toxiques, etc. En Biélorussie, l'augmentation du taux de mortalité attribuable aux privatisations, plus progressives, aurait été de 7,7 %.
En 2019, le déclin de la population est qualifié de « catastrophique » par les autorités russes. La Russie pourrait passer sous la barre des 100 millions d’habitants d’ici la fin du siècle.

## Démographie générale contemporaine

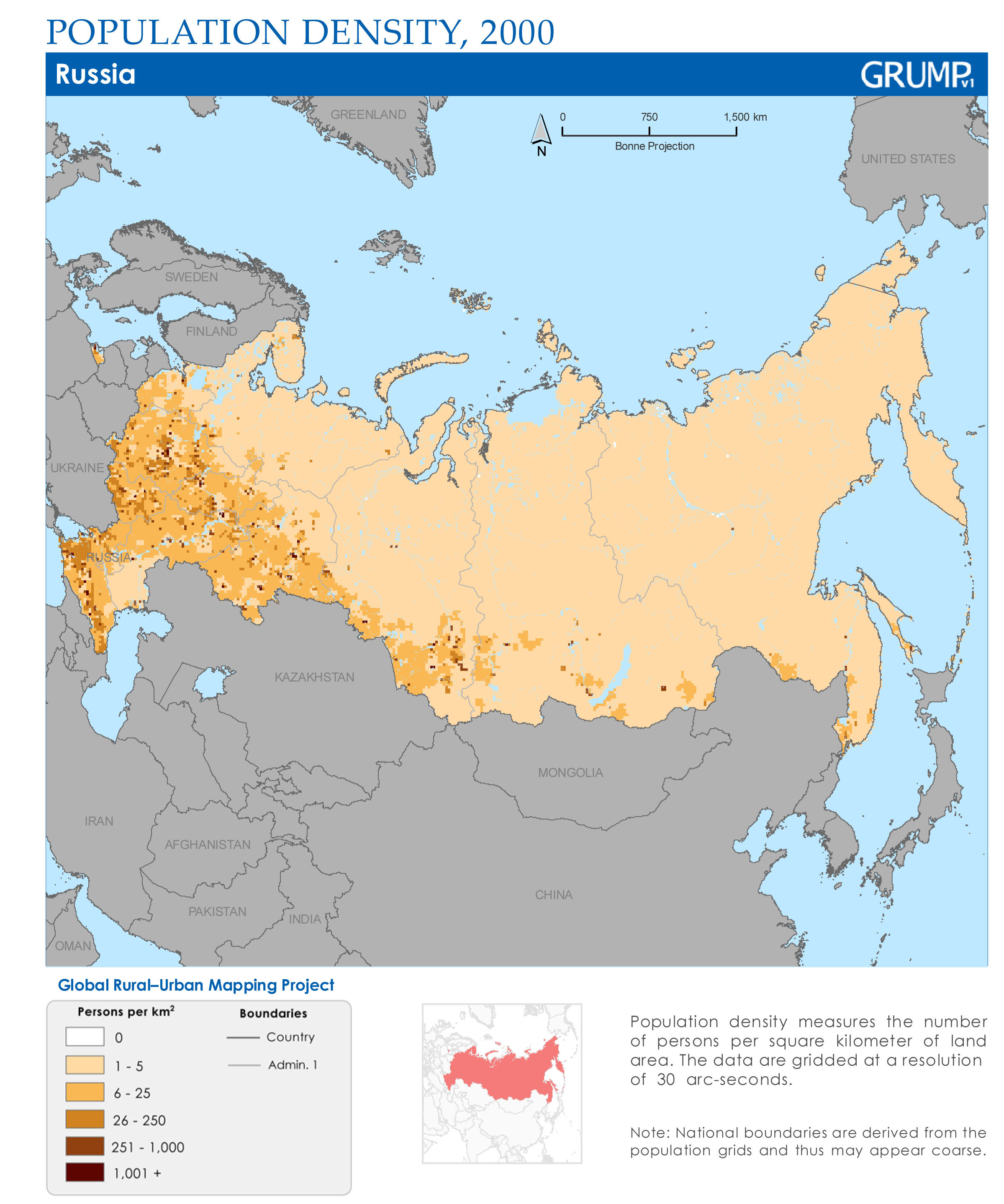
Densité de population en Russie

La population russe atteint son apogée après l'éclatement de l'Union soviétique avec 148 millions d'habitants. À la suite de cela, la Russie voit sa population baisser continuellement pendant une quinzaine d'années. Cette baisse est d'environ 750 000 à 800 000 personnes par an au cours de la fin des années 1990 et au début des années 2000. La population russe atteint son minimum en 2008 avec 142,7 millions d'habitants. La population augmente ensuite légèrement chaque année. À partir de 2015, elle inclut celle de la Crimée (2,3 millions d'habitants), période à partir de laquelle elle se stabilise à un peu plus de 146 millions d’habitants.

### Répartition de la population par âge et par sexe

La pyramide des âges de la Russie

### Principales séries longues
| Année | Population  | Évolution |
| ----- | ----------- | --------- |
| 2006  | 143 049 632 |           |
| 2007  | 142 805 120 | - 0,17 %  |
| 2008  | 142 742 368 | - 0,04 %  |
| 2009  | 142 785 344 | + 0,03 %  |
| 2010  | 142 849 472 | + 0,04 %  |
| 2011  | 142 960 908 | + 0,08 %  |
| 2012  | 143 056 383 | + 0,07 %  |
| 2013  | 143 347 097 | + 0,20 %  |
| 2014  | 143 666 931 | + 0,22 %  |
| 2015  | 146 267 288 | + 1,81 %  |
| 2016  | 146 544 710 | + 0,19 %  |
| 2017  | 146 804 372 | + 0,18 %  |
| 2018  | 146 880 400 | + 0,05 %  |
| 2019  | 146 780 700 | - 0,07 %  |
| 2020  | 146 748 590 | - 0,02 %  |
| 2021  | 146 170 015 | - 0,39 %  |

| Année | Naissances | Taux de natalité (pour 1 000 habitants) | Taux de mortalité (pour 1 000 habitants) |
| ----- | ---------- | --------------------------------------- | ---------------------------------------- |
| 2014  | 1 942 683  | 13,3                                    | 13,1                                     |
| 2015  | 1 940 579  | 13,3                                    | 13,1                                     |
| 2016  | 1 888 729  | 12,9                                    | 12,9                                     |
| 2017  | 1 690 307  | 11,5                                    | 12,4                                     |
| 2018  | 1 604 344  | 10,9                                    | 12,5                                     |
| 2019  | 1 481 074  | 10,1                                    | 12,3                                     |
| 2020  | 1 436 514  | 9,8                                     | 14,6                                     |
| 2021  | 1 398 253  | 9,6                                     | 16,8                                     |
| 2022  | 1 304 087  | 8,9                                     | 13,0                                     |
| 2023  | 1 264 354  | 8,6                                     | 12,1                                     |
| 2024  | 1 222 408  | 8,4                                     | 12,5                                     |

| Structure par âge | Structure par âge | Structure par âge | Structure par âge |
| Année             | 0-14 ans          | 15-64 ans         | + 65 ans          |
| ----------------- | ----------------- | ----------------- | ----------------- |
| 1960              | 30,4 %            | 63,5 %            | 6,1 %             |
| 1970              | 26,2 %            | 66,1 %            | 7,7 %             |
| 1980              | 21,6 %            | 68,1 %            | 10,3 %            |
| 1990              | 22,9 %            | 66,8 %            | 10,3 %            |
| 2000              | 18,2 %            | 69,6 %            | 12,4 %            |
| 2010              | 14,9 %            | 72,0 %            | 13,1 %            |
| 2015              | 16,7 %            | 69,8 %            | 13,5 %            |
| 2016              | 17,0 %            | 69,1 %            | 13,9 %            |
| 2017              | 17,4 %            | 68,2 %            | 14,4 %            |

### Natalité

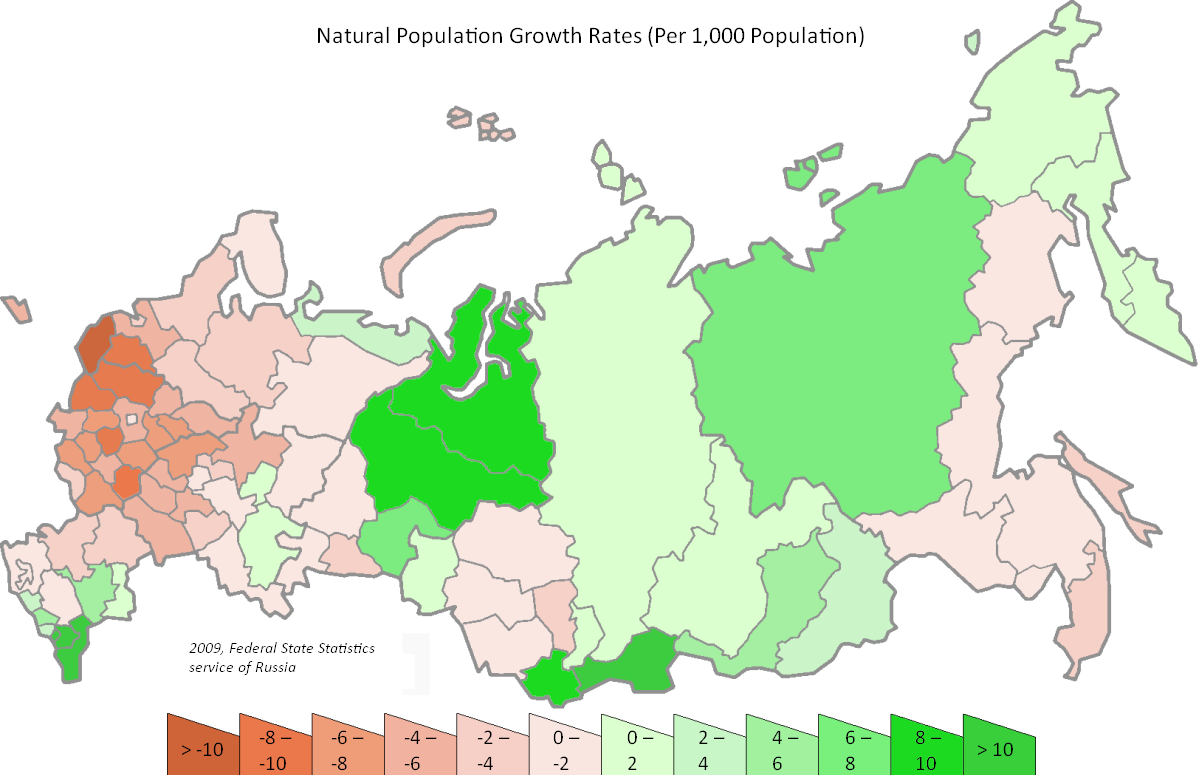
L'accroissement naturel de la population par sujet fédéral en 2009 : en vert une augmentation, en rouge une diminution.

Le taux de natalité en Russie a augmenté depuis 1999, date de son plus faible taux de natalité avec 8,27 naissances pour 1 000 habitants, pour arriver en 2013 à un taux de 13,3 naissances pour 1 000 habitants. Dans son discours au Conseil de la fédération, en mai 2006, le président Vladimir Poutine a confirmé la mise en place d'une politique nataliste. Cette politique permettrait notamment aux mères de bénéficier d'une « prime de maternité » conséquente (1 250 000 roubles, soit 17 350 €, pour la naissance d'un second enfant et 1 300 000 roubles (18 825 €) pour le troisième). De plus, depuis février 2006, des « certificats de naissance » ont été introduits dans les maternités : remplis lors de la naissance d'un enfant, ils permettent à la mère de toucher sa « prime de maternité », et à la sage-femme de bénéficier d'une « prime d'assistance » de 10 000 roubles (294 €) pour chaque enfant né dans son service.
Depuis 2006, une stabilisation puis une remontée du taux de natalité s'observe, résultat tant de l'amélioration du niveau de vie (le PIB, divisé par deux entre 1990 et 1998, a retrouvé son niveau de 1990 en 2006) que des politiques natalistes du gouvernement et de la structure des âges du pays, les enfants nés avant le déclin démographique de 1990 étant maintenant en âge de procréer.
En 2009, la population russe a augmenté pour la première fois depuis 1995, sous l'effet conjugué d'un accroissement de la natalité et d'une baisse de la mortalité.
Depuis 2016, le taux de natalité décline à nouveau et le solde naturel redevient négatif. Il s'agit en grande partie d'un effet structurel (arrivée à l'âge de la reproduction des classes creuses des années 1990 d'une part, et vieillissement des classes nombreuses nées après la deuxième guerre mondiale d'autre part).

### Fécondité

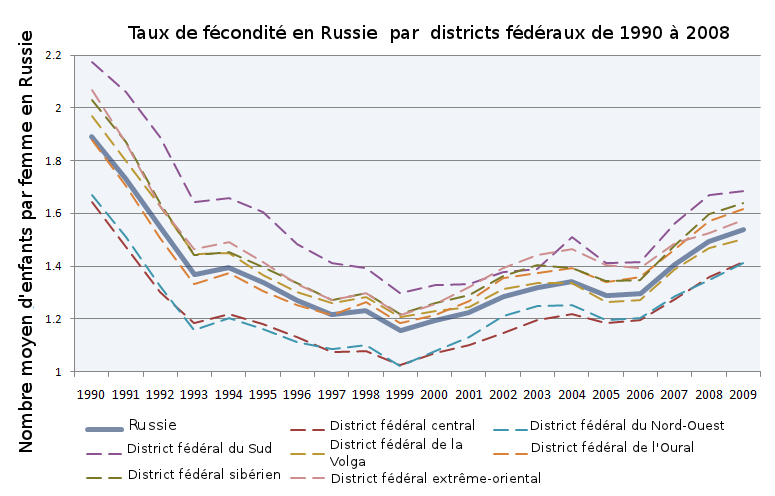
Le taux de fécondité en Russie de 1990 à 2008

Le taux de fécondité de la Russie qui était en moyenne supérieur à 2 à l’époque soviétique s’est effondré dans les années 1990 après la dissolution de l’URSS en passant par son plus bas historique de 1,16 en 1999. Il est remonté par la suite, mais reste nettement en dessous de 2.
En 2022, 3 des sujets fédéraux de la Russie avaient des taux de fécondité au-dessus de 2,0 enfants par femme (le minimum requis pour assurer le remplacement de la population). Ces sujets fédéraux sont : 
- la Tchétchénie (2,74),
- la République de Touva (2,51),
- la République de l'Altaï (2,07).

Parmi ces sujets fédéraux, la République de l'Altaï a une majorité ethnique russe (53,7 %).
Chez 12 autres sujets fédéraux en 2008, l'ISF (Indice synthétique de fécondité) était suffisamment élevé pour assurer un remplacement de population dans les zones rurales, mais pas dans les zones urbaines. Ces sujets fédéraux sont les suivants: République de Bouriatie avec un taux de 1,71 en milieu urbain et 2,29 dans les zones rurales, République de Sakha (1,71 / 2,54), la Tchoukotka (1,71 / 2,73), la Nénétsie (1,76 / 2,87), la Taïmyrie (1,38 / 3,94), l'Iamalie (1,56 / 2,70), la Khakassie (1,49 / 2,35), république des Komis (1,27 / 2,23), Karatchaïévo-Tcherkessie (1,45 / 2,10), l'oblast de Tioumen (1,59 / 2,2), Koriakie (1,27 / 2,34) et l'oblast d'Irkoutsk (1,59 / 2,39). Parmi ces sujets fédéraux, tous sauf deux ont une majorité de Russes ethniques (les exceptions étant la République de Sakha et la Karatchaïévo-Tcherkessie).
Dans la plupart des sujets fédéraux de la Sibérie et l'Extrême-Orient russe, les taux de fécondité sont élevés, mais pas assez pour assurer le remplacement de la population. Par exemple, le kraï de Transbaïkalie avaient un indice synthétique de fécondité de 1,82, ce qui est supérieur à la moyenne nationale, mais moins que les 2,1 nécessaires au remplacement de la population. Dans cette région les zones rurales ont tout autant une plus forte fécondité par rapport aux zones urbaines. La différence est évidente dans l'oblast de Tioumen avec un ratio de 1,59 / 2,20, l'oblast autonome juif (1,50 / 1,86), Oudmourtie (1,40 / 2,21), Kabardino-Balkarie (1,28 / 1,82), l'oblast de l'Amour (1,37 / 1,85), Kraï de Perm (1,40 / 2,15), Kraï de Khabarovsk (1,35 / 1,84), et l'oblast de Kaliningrad (1,32 / 1,74).
Les âges médians sont fortement corrélés avec les taux de fécondité et les groupes ethniques. Par exemple, en 2002, dans le groupe ethnique des Ingouches ayant l'âge médian le plus bas, les femmes de 35 ans ou plus avaient, en moyenne, 4,05 enfants. Dans le groupe ethnique des  Juifs ayant l'âge médian le plus élevé, les femmes de 35 ans ou plus n'avaient en moyenne que 1,37 enfant. Ainsi les Juifs ont à la fois l'âge médian le plus élevé et le plus faible taux de fécondité, ce qui est une conséquence de l'émigration juive.
| Année | 1960 | 1961 | 1962 | 1963 | 1964 | 1965 | 1966 | 1967 | 1968 | 1969 |
| ----- | ---- | ---- | ---- | ---- | ---- | ---- | ---- | ---- | ---- | ---- |
|       | 2,52 | 2,45 | 2,36 | 2,27 | 2,18 | 2,13 | 2,10 | 2,04 | 1,99 | 1,97 |
| Année | 1970 | 1971 | 1972 | 1973 | 1974 | 1975 | 1976 | 1977 | 1978 | 1979 |
|       | 1,99 | 2,03 | 2,04 | 2,01 | 2,00 | 1,98 | 1,97 | 1,95 | 1,92 | 1,90 |
| Année | 1980 | 1981 | 1982 | 1983 | 1984 | 1985 | 1986 | 1987 | 1988 | 1989 |
|       | 1,89 | 1,91 | 2,04 | 2,11 | 2,06 | 2,05 | 2,18 | 2,23 | 2,12 | 2,01 |
| Année | 1990 | 1991 | 1992 | 1993 | 1994 | 1995 | 1996 | 1997 | 1998 | 1999 |
|       | 1,89 | 1,73 | 1,55 | 1,39 | 1,39 | 1,35 | 1,28 | 1,23 | 1,24 | 1,16 |
| Année | 2000 | 2001 | 2002 | 2003 | 2004 | 2005 | 2006 | 2007 | 2008 | 2009 |
|       | 1,20 | 1,22 | 1,29 | 1,32 | 1,34 | 1,29 | 1,31 | 1,42 | 1,50 | 1,54 |
| Année | 2010 | 2011 | 2012 | 2013 | 2014 | 2015 | 2016 | 2017 | 2018 | 2019 |
|       | 1,57 | 1,58 | 1,69 | 1,71 | 1,75 | 1,78 | 1,76 | 1,62 | 1,58 | 1,50 |
| Année | 2020 | 2021 | 2022 | 2023 | 2024 | 2025 | 2026 | 2027 | 2028 | 2029 |
|       | 1,51 | 1,51 |      |      |      |      |      |      |      |      |

|                     | 1990 | 1995 | 2000 | 2005 | 2010 | 2015 | 2020 |
| ------------------- | ---- | ---- | ---- | ---- | ---- | ---- | ---- |
| District Central    | 1,64 | 1,18 | 1,07 | 1,16 | 1,37 | 1,58 |      |
| Volga               | 1,97 | 1,37 | 1,23 | 1,28 | 1,58 | 1,82 |      |
| Sibérie             | 2,03 | 1,40 | 1,26 | 1,37 | 1,70 | 1,90 |      |
| District Sud        | 2,18 | 1,60 | 1,33 | 1,28 | 1,51 | 1,74 |      |
| District Nord-Ouest | 1,67 | 1,16 | 1,08 | 1,20 | 1,44 | 1,66 |      |
| Oural               | 1,88 | 1,31 | 1,22 | 1,36 | 1,71 | 1,97 |      |
| Caucase du Nord     |      |      |      | 1,64 | 1,99 | 1,98 |      |
| Extrême-Orient      | 2,07 | 1,42 | 1,26 | 1,42 | 1,63 | 1,89 |      |
| Crimée              |      |      |      |      |      | 1,82 |      |

### Avortement

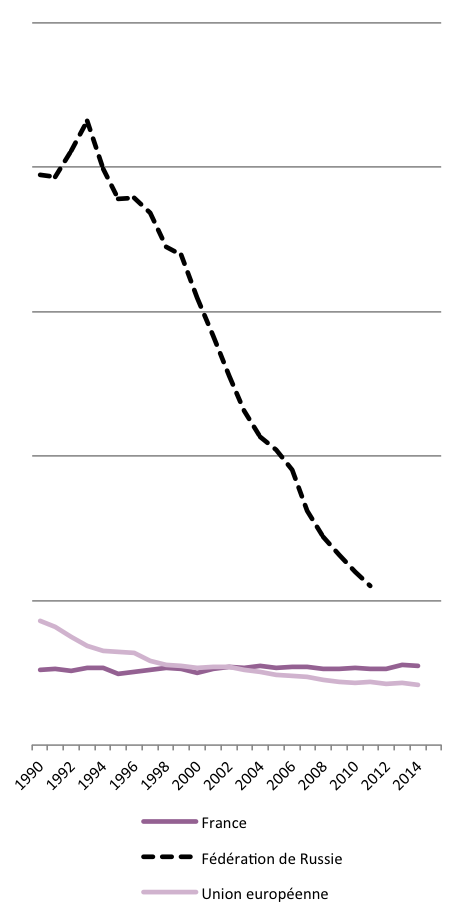
Évolution entre 1990 et 2015 du nombre d’avortements pour 1000 naissances en Russie, en France et dans l'Union européenne

Dans les années 1980 seulement entre 8 et 10 % des femmes russes mariées en âge de procréer utilisaient des méthodes de contraception hormonale et intra-utérine, à rapporter aux 20 à 40 % des pays développés. Cela a conduit à des taux d'avortement plus élevés en Russie : dans les années 1980, la Russie comptait 120 avortements pour 1 000 femmes en âge de procréer, contre seulement 20 dans les pays occidentaux. Cependant, après la dislocation de l'Union soviétique, de nombreux changements ont eu lieu, telles que la fin du monopole sur le marché pour les médicaments contraceptifs et la libéralisation des médias, qui conduisirent à une conversion rapide vers des pratiques de contrôle de la grossesse plus proches des standards occidentaux. Le taux d'avortement a décru dans la première moitié des années 1990 pour la première fois dans l'histoire de la Russie, même en dépit de taux de fécondité alors en baisse.
Le nombre des avortements baisse fortement et atteint 848 000 en 2015. Il était supérieur à 4 millions en 1990, et est passé en dessous du million entre 2013 (1 012 000) et 2014 (930 000).
En 2014, selon les données publiées dans le rapport annuel sur la santé publique en Russie et l'annuaire démographique de Russie,, le taux d'avortement pour 1 000 femmes âgées de 15 à 49 ans était de 25,9 et celui d'avortement pour 1 000 naissances de 48,1 ; ces taux se rapprochent du niveau d'une partie des pays de l'Europe occidentale.
En 2004, la proportion de femmes en âge de procréer utilisant des méthodes de contraception hormonale ou intra-utérine, a été d'environ 46 % (29 % avec l'intra-utérine, 17 % avec l'hormonal).
Malgré de nets progrès dans la planification familiale, le nombre d'enfants souhaités au moment voulu pour une grande partie de familles de Russie n'a pas été encore atteint. Selon une étude de 2004, les grossesses en cours ont été qualifiées de « souhaitée et opportune » par 58 % des répondants, tandis que 23 % les ont décrits comme « désirée, mais intempestive », et 19 % ont dit qu'elles étaient « indésirables ». La part des grossesses inattendues reste nettement plus faible dans les pays développés, tels que les Pays-Bas, dont le pourcentage de grossesses non-désirées il y a 20 ans était déjà deux fois plus faible que dans la Russie d'aujourd'hui.

### Mortalité

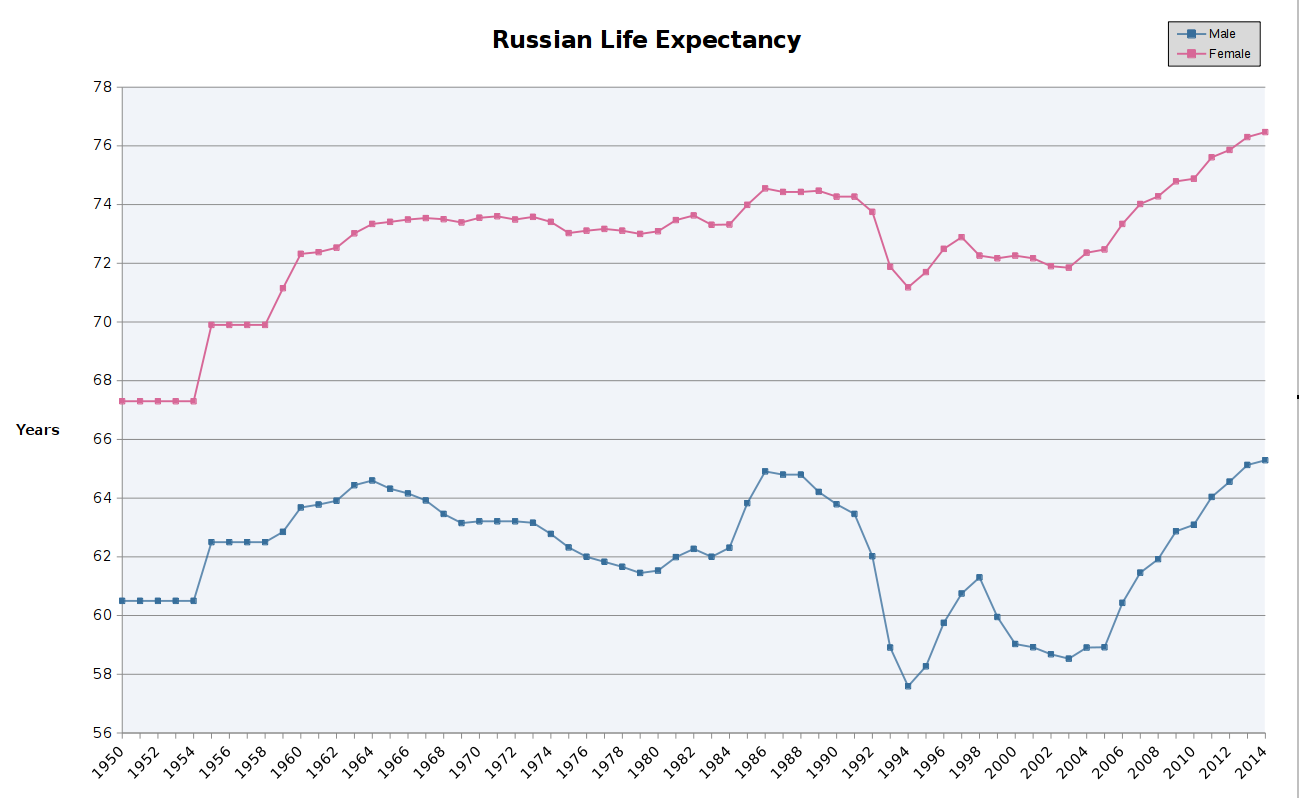
L'espérance de vie des hommes et des femmes en Russie depuis 1950

En 2011  55,6 % des décès en Russie, soit 1 069 970 morts ont été causés par des maladies cardiovasculaires. La deuxième cause de mortalité avec 15 % des décès sont les cancers avec 289 459 morts. Les causes externes de décès, comme les suicides (1,6 %), les accidents de la route (1,3 %), les meurtres (1,1 %), les intoxications accidentelles avec de l'alcool (1,1 %) et les noyades accidentelles (0,5 %), ont couté 187 861 vies au total, ce qui représente 9,9 % des décès. Les autres causes principales de décès sont les maladies du système digestif (4,5 %), les maladies respiratoires (3,8 %), les maladies infectieuses et parasitaires (1,7 %), et la tuberculose (1,0 %). Le taux de mortalité infantile en 2011 était de 7,3 pour 1 000 décès, en baisse par rapport au taux de 7,5 pour 1000 en 2010.

### Espérance de vie
En 2010, l'espérance de vie moyenne en Russie était de 63,03 années pour les hommes et de 74,87 années pour les femmes. L'espérance de vie moyenne russe est de 68,98 années à la naissance, soit 9 ans de moins que la moyenne de l'Union européenne, ou des États-Unis. Les principaux facteurs ayant contribué à cette faible espérance de vie est la proportion élevée chez les hommes en âge de travailler d'accidents, d'intoxication alcoolique, de crimes violents, et de maladies cardiaques. Par ailleurs, les maladies infectieuses sont également impliquées à ce constat, telles que le VIH et la tuberculose, qui sont devenues plus répandues en Russie depuis les années 1990 en raison de la détérioration du système de santé. Entre 1,1 et 1,4 million de personnes , soit presque 1 % des 148 millions de Russes, seraient infectées par le VIH en Russie, dont une partie sans le savoir.
Récemment cependant, l'espérance de vie en Russie a recommencé à augmenter. Entre 2005-2010, l'espérance de vie masculine en Russie a augmenté de quatre années, augmentant l'espérance de vie globale de 3 ans à 68,67.

### Fuite du pays
D'après Forbes Russia, 700 000 personnes ont fui la Russie après l'annonce de la mobilisation partielle de 2022 qui vise à fournir davantage d'hommes pour l'invasion de l'Ukraine, cela représenterait 0,5 % de la population du pays,.
Selon les autorités russes, 100 000 personnes travaillant dans les technologies de l'information ont quitté le pays en 2022 soit 10 % du nombre total d’employés dans le secteur en Russie. Toutefois, 80 % des personnes parties continueraient de travailler pour une entreprise russe,.

### Prise en compte de la Crimée dans les statistiques démographiques
En 2014, à la suite de la guerre russo-ukrainienne, lors de l'annexion de la Crimée après son invasion et à la suite d’un référendum organisé par l'occupant russe et non reconnu par l’Ukraine et la presque-totalité des pays de la communauté internationale, la république de Crimée et la ville de Sébastopol sont rattachées à la fédération de Russie.
Sur le plan statistique, cette situation est à l'origine d'une rupture de série en 2014, où l'augmentation de population de la fédération de Russie est pour sa plus grande part liée à la prise en compte de la population de la Crimée, évaluée lors d'un recensement fait en 2014 par les autorités russes, à 2 284 769 habitants ; elle était de 2 401 200 lors du recensement de 2001. Entre 2014 et le 3e trimestre 2016, les flux de migrations sortantes de Crimée, principalement vers l'Ukraine, ont été estimés à 150 000 départs, et c'est également ce chiffre qui est retenu pour les migrations entrantes, en provenance principalement de la Russie et d'autres pays de la CEI. Cette rupture concerne non seulement le chiffre global de la population, mais également d'autres séries, dont il convient d'apprécier les évolutions positives ou négatives avec précaution (ex. : en 2014, 23 664 personnes séropositives au VIH résidant en Crimée sont entrées dans les statistiques russes, soit 2,6 % du total).
Dans les 146 880 432 habitants de la fédération de Russie décomptés au 1er janvier 2018 par le service fédéral des statistiques russe, 1 913 731 résident dans la république de Crimée et 436 670 dans la ville fédérale de Sébastopol.

## Composition ethnique et culturelle

### Groupes ethniques

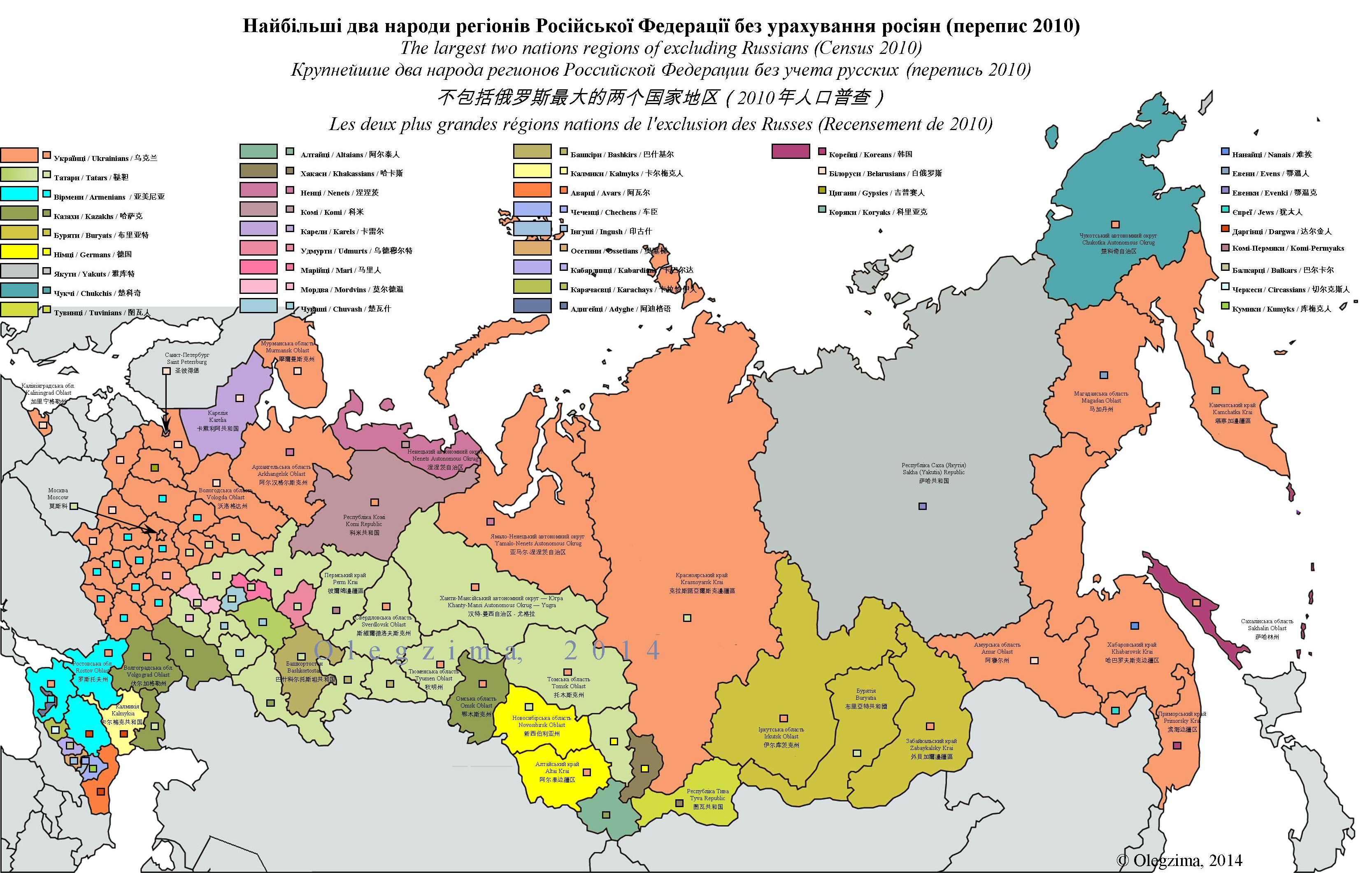
Les deux plus grandes minorités ethniques, à l'exception des Russes, par régions, d'après le recensement de 2010.

La fédération de Russie est un état pluriethnique avec environ 170 groupes ethniques. Les principaux groupes ethniques sont les Russes et les Tatars. Près de 1,6 % de la population est d'origine étrangère.
Le groupe ethnique le plus nombreux sont les Russes, selon le recensement de 2002, ils seraient 115,9 millions soit 79,8 % de la population totale, puis viennent les Tatars avec 5,6 millions d'habitants, soit 3,8 % de la population, puis les Ukrainiens avec 2,9 millions d'habitants soit 2 % de la population, les Bachkirs avec 1,7 million d'habitants soit 1,2 % de la population, les cinquième - Tchouvaches avec 1,6 million d'habitants soit 1,1 % de la population, les Tchétchènes avec 1,4 million d'habitants soit 0,9 % de la population et les Arméniens 1,1 million d'habitants soit 0,8 % de la population.
Depuis 1989, il y a eu des changements importants dans la composition ethnique de la Russie de par les différences de fécondité, et de migrations. La part des Russes est passée de 81,5 % à 79,8 % depuis cette date.
Le nombre de citoyens de Russie s'élevait à 142,4 millions de personnes soit 98 % de la population. Le reste est partagé entre 1 million de citoyens de pays étrangers et de 0,4 million de personnes apatrides.

#### Liste des dix plus grands groupes ethniques en 2021
| Groupe ethnique | Recensement 2010 | Recensement 2010 | Recensement 2021 | Recensement 2021 | Religion principale                          |
| Groupe ethnique | Population       | %                | Population       | %                | Religion principale                          |
| --------------- | ---------------- | ---------------- | ---------------- | ---------------- | -------------------------------------------- |
| Russes          | 111 016 896      | 77,7 %           | 105 579 179      | 71,8 %           | Christianisme orthodoxe                      |
| Tatars          | 5 310 649        | 3,7 %            | 4 713 669        | 3,2 %            | Islam sunnite                                |
| Tchétchènes     | 1 431 360        | 1,0 %            | 1 674 854        | 1,1 %            | Islam sunnite                                |
| Bachkirs        | 1 584 554        | 1,1 %            | 1 571 879        | 1,1 %            | Islam sunnite                                |
| Tchouvaches     | 1 435 872        | 1,0 %            | 1 067 139        | 0,7 %            | Christianisme orthodoxe                      |
| Avars           | 912 090          | 0,6 %            | 1 012 074        | 0,7 %            | Islam sunnite                                |
| Arméniens       | 1 184 435        | 0,8 %            | 946 172          | 0,6 %            | Christianisme orthodoxe/apostolique arménien |
| Ukrainiens      | 1 927 888        | 1,4 %            | 884 007          | 0,6 %            | Christianisme orthodoxe                      |
| Darguines       | 589 386          | 0,4 %            | 626 601          | 0,4 %            | Islam sunnite                                |
| Kazakhs         | 647 732          | 0,5 %            | 591 970          | 0,4 %            | Islam sunnite                                |

En 2021, les principaux groupes ethniques de la fédération de Russie selon Rosstat étaient les Russes (105,6 millions ↘️), les Tatars (4,7 millions ↘️), les Tchétchènes (1,7 million ↗️), les Bachkirs (1,6 million ➡️), les Tchouvaches (1 million ↘️), les Avars, les Arméniens, les Ukrainiens, les Dargins et les Kazakhs.
Le nombre de Russes ethniques a diminué de 5,4 millions de personnes au cours de la période 2010-2021.

#### Liste détaillée (en 2002)
| - Indo-Européens 122 687 275 (total 84,07 %) - Russes 115 889 107 (79,83 %) - Ukrainiens 2 942 961 (2,03 %) - Arméniens 1 130 491 (0,78 %) - Biélorusses 807 970 (0,56 %) - Allemands 597 212 (0,41 %) - Ossètes 514 875 (0,35 %) - Roms 182 766 (0,13 %) - Moldaves 172 330 (0,12 %) - Tadjiks 120 136 (0,08 %) - Grecs 97 827 (0,07 %) - Polonais 73 001 (0,05 %) - Iraniens 50 242 (0,036 %) - Lituaniens 45 569 (0,03 %) - Bulgares 31 965 (0,02 %) - Lettons 28 520 (0,02 %) - Tats 2 303 (0,00 %) | - Peuples turcs 12 106 587 (total 8,36 %) - Tatars 5 554 601 (3,83 %) - Bachkirs 1 673 389 (1,15 %) - Tchouvaches 1 637 094 (1,13 %) - Kazakhs 653 962 (0,45 %) - Azéris 621 840 (0,43 %) - Iakoutes 443 852 (0,31 %) - Koumyks 422 409 (0,29 %) - Touvains 243 442 (0,17 %) - Karatchaïs 192 182 (0,13 %) - Ouzbeks 122 916 (0,08 %) - Balkars 108 426 (0,07 %) - Turcs 95 672 (0,06 %) - Nogaïs 90 666 (0,06 %) - Khakasses 75 622 (0,05 %) - Altaïens 67 239 (0,05 %) - Turkmènes 33 053 (0,02 %) - Kirghizes 31 808 (0,02 %) - Shors 13 975 (0,01 %) - Gagaouzes 12 210 (0,01 %) - Dolganes 7 261 (0,01 %) - Tatars de Crimée 4 131 (0,00 %) - Tofalars 837 (0,00 %) | - Caucasiens 4 822 600 (total 3,30 %) - Tchétchènes 1 360 253 (0,94 %) - Avars 814 473 (0,56 %) - Kabardes 519 958 (0,36 %) - Dargins 510 156 (0,35 %) - Ingouches 413 016 (0,28 %) - Lezghiens 411 535 (0,28 %) - Géorgiens 197 934 (0,14 %) - Adyguéens 189 045 (0,13 %) - Laks 156 545 (0,11 %) - Tabassarans 131 785 (0,09 %) - Abazas 37 942 (0,03 %) - Routouls 29 929 (0,02 %) - Aguls 28 297 (0,02 %) - Abkhazes 11 366 (0,01 %) - Tsakhours 10 366 (0,01 %) |

| - Finno-ougriens 2 709 357 (1,88 %) - Mordves 843 350 (0,58 %) - Oudmourtes 636 906 (0,44 %) - Maris 604 298 (0,42 %) - Komis 418 641 (0,29 %) - Caréliens 93 344 (0,06 %) - Finnois 34 050 (0,02 %) - Khantys 28 678 (0,02 %) - Estoniens 28 113 (0,02 %) - Mansis 11 432 (0,01 %) - Vepses 8 240 (0,01 %) - Samis 1 991 (0,00 %) - Ingriens 314 (0,00 %) - Samoyèdes 48 131 (0,03 %) - Nénètses 41 302 (0,03 %) - Selkoupes 4 249 (0,00 %) - Youkaguirs 1 509 (0,00 %) - Nganassanes 834 (0,00 %) - Énètses 237 (0,00 %) | - Vietnamiens 296 556 (0,20 %) - Sémites 243 587 (0,17 %) - Juifs 229 938 (0,16 %) - Assyriens 13 649 (0,01 %) - Coréens 148 556 (0,10 %) - Toungous 72 927 (0,02 %) - Evenks 35 527 (0,02 %) - Évènes 19 071 (0,01 %) - Hezhen 12 160 (0,01 %) - Oultches 2 913 (0,00 %) - Oudéguéïs 1 657 (0,00 %) - Orotches 686 (0,00 %) - Néguidales 567 (0,00 %) - Oroks 346 (0,00 %) | - Mongols 619 171 (0,63 %) - Bouriates 445 175 (0,41 %) - Kalmouks 173 996 (0,22 %) - Tchoukotko-kamtchatkiens 28 777 (0,02 %) - Tchouktches 15 767 (0,01 %) - Koriaks 8 743 (0,01 %) - Itelmènes 3 180 (0,00 %) - Tchouvanes 1 087 (0,00 %) - Nivkhes 5 162 (0,00 %) - Eskimo-aléoutes 2 290 (0,00 %) - Inuits et Yupiks 1 750 (0,00 %) - Aléoutes 540 (0,00 %) - Kètes 1 494 (0,00 %) |

### Langues
Le russe était la langue officielle de l'Empire russe jusqu'en 1917. Au cours de la période soviétique, la politique envers les langues des différents groupes ethniques a fluctué dans la pratique. L’État a contribué à l’élaboration des alphabets et de la grammaire de langues qui manquaient précédemment de forme écrite. Bien que chacune des républiques constitutives eût sa propre langue officielle, le rôle unificateur et un statut supérieur étaient réservés au russe.
Le russe a perdu son statut dans la plupart des nouvelles républiques à la suite de la dissolution de 1991 de l’Union soviétique. En Russie, cependant, le statut dominant de la langue russe persiste : aujourd’hui, 97 % des élèves des écoles publiques de la Russie reçoivent leur éducation uniquement ou principalement en langue russe, même si la Russie est composée d'environ 80 % populations de souches Russes.
98 % de la population (2015) âgée de 15 ans et plus, est en mesure de s'exprimer en Russe, couramment, ou à des degrés divers.
Bien que la Constitution de la fédération de Russie reconnaisse le russe comme seule langue officielle, les républiques et les districts autonomes peuvent déclarer une ou plusieurs autres langues officielles. Il y a plus de 100 langues parlées en Russie, dont beaucoup sont en danger d’extinction.

### Religion
La religion la plus répandue en Russie est le christianisme orthodoxe, représenté par l'Église orthodoxe russe. Depuis la fin du régime soviétique, environ 114 millions de personnes se considèrent comme des chrétiens orthodoxes de l'Église orthodoxe russe, ce qui représente près de 80 % de la population. Toutefois, la grande majorité des orthodoxes sont peu pratiquants et ne vont pas à l'église régulièrement. La religion orthodoxe est alors vue comme un symbole de l'héritage de la culture russe. L’archevêque Vsevolod Tchapline a publié selon les données de l'église orthodoxe en 2014, une augmentation de la fréquentation de la messe parmi les croyants, notamment des jeunes ménages. Au début des années 2000 le taux de fréquentation des églises était de 57 % contre de 79 % en 2013.
La deuxième religion du pays est l'islam avec environ 10 millions de croyants (soit environ 7 % de la population) selon le recensement ethnique et religieux de 2012. La majorité des musulmans vit dans la région Volga-Oural et le Ciscaucasie, même si Moscou, Saint-Pétersbourg et la Sibérie occidentale ont également des petites communautés musulmanes. Tout comme le judaïsme, l'islam a connu une baisse d'adhérents (bien que moins importante) due principalement à la forte campagne d'évangélisation lancée par le Kremlin depuis les années 1990 mais aussi de par l'augmentation des mariages mixtes, une proportion non négligeable d'athéisme parmi ces minorités et d'avant tout en conséquence du déclin démographique qui n'a pas épargné des minorités ethniques à majorité musulmanes telles que les Tatars, les Bachkirs, les Kabardes.
En termes d'accroissement démographique seule une région à majorité musulmane connaît un renouvellement des générations (taux de fécondité supérieur à 2,10 enfants par femme.) la Tchétchénie avec un taux de fécondité de 3,38 en 2009, qui s'explique en raison du phénomène de baby boom qui a touché la région depuis la fin de la Guerre de Tchétchénie en comparaison ou le taux de fécondité n'était que de 2,32 enfants par femme en 1992.
Le bouddhisme est traditionnellement présent pour les régions de la Bouriatie, de la République de Touva et de la Kalmoukie, sa croissance reste assez élevée compte tenu de la démographie élevée de ces trois régions en comparaison de la tendance nationale, au cours de l'année 2009 le taux de fécondité enregistré était respectivement de 2,80 pour la république de Touva, 1,96 pour la Kalmoukie et de 1,69 pour la Bouriatie. Elle est par ailleurs selon le dernier recensement ethnique et religieux de 2010 la deuxième religion la plus pratiquée par la population slave se considérant ethniquement russe, après le christianisme, tout particulièrement dans les milieux urbains.
Les pratiques païennes et panthéistes sont avant tout pratiquées en Sibérie, en Extrême-Orient, en Yakoutie et Tchoukotka. Il y a aussi de petits groupes païens et panthéistes dans les régions de l'Oural.
Les autres branches du christianisme qui sont présentes en Russie comprennent le catholicisme romain (environ 1,6 % de la population), les baptistes, les pentecôtistes, les luthériens et les autres églises protestantes (totalisant ensemble environ 1,5 % de la population) et les Orthodoxes Vieux Croyants. Il y a aussi encore une certaine présence du judaïsme.
La répartition des religions dans le pays est essentiellement fondée sur les différents peuplements ethniques. Les Slaves sont en grande majorité chrétiens orthodoxes et les peuples turcophones sont majoritairement musulmans, bien que plusieurs groupes turcs en Russie ne le soient pas.

## Migration

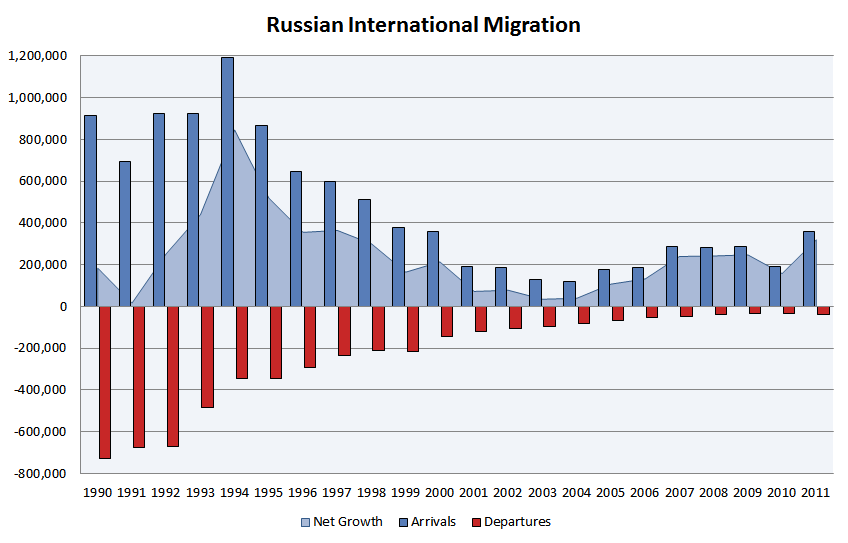
Immigration et émigration en Russie en 1998 et 2009.

En 2008, la Russie était le deuxième pays au monde qui accueillait le plus grand nombre d'immigrés (après les États-Unis). En 2008, la Russie comptait quelque 10 millions d’immigrés.
La structure démographique de la Russie a progressivement changé au fil du temps. En 1970, l'Union soviétique avait la troisième plus grande population de Juifs dans le monde, estimée à 2 150 000, juste derrière celle des États-Unis et d'Israël. Depuis 2002, en raison de l'émigration des Juifs, leur nombre est tombé à 230 000. Une importante émigration des autres minorités existe aussi. Ce sont principalement les peuples européens comme les Allemands, les Tchèques, les Grecs... Les principales destinations sont les États-Unis pour les Juifs, les Biélorusses, les Tchétchènes, les Turcs meskhètes, les Ukrainiens, etc., Israël pour les Juifs, l'Allemagne pour les Allemands et les Juifs, la Pologne pour les Polonais et les Juifs, le Canada pour les Finlandais et les Ukrainiens, la Finlande pour Finlandais, la France pour les Juifs, les Arméniens et les Roms et le Royaume-Uni.
Dans le même temps, la Russie connaît un flux important d'immigration. En 2008, en moyenne, 300 000 immigrés légaux entrent dans le pays chaque année, dont environ la moitié sont des Russes ethniques des autres républiques de l'ancienne Union soviétique. En outre, il y aurait quelque 10 millions de clandestins de l'ex-État soviétique en Russie. Il y avait ainsi un afflux significatif de Géorgiens, d'Arméniens, d'Azéris, de Tadjiks et d'Ukrainiens dans les grandes villes de Russie. Cette immigration est parfois perçue de façon très défavorable par des Russes et donne même lieu à des sentiments xénophobes. Des Chinois immigrent aussi dans l'Extrême-Orient et dans le sud de la Sibérie.
| Pays d'origine                              | 2020        |
| ------------------------------------------- | ----------- |
| Population totale en Russie                 | 146 459 803 |
| Estimation totale de la population immigrée | 11 636 911  |
| Ukraine                                     | 3 268 263   |
| Kazakhstan                                  | 2 558 907   |
| Ouzbékistan                                 | 1 146 175   |
| Azerbaïdjan                                 | 766 918     |
| Biélorussie                                 | 763 879     |
| Kirghizistan                                | 591 025     |
| Arménie                                     | 526 997     |
| Tadjikistan                                 | 466 252     |
| Géorgie                                     | 449 973     |
| Moldavie                                    | 294 152     |
| Turkménistan                                | 185 561     |
| Allemagne                                   | 141 947     |
| Lettonie                                    | 89 338      |
| Lituanie                                    | 71 038      |
| Estonie                                     | 58 718      |
| Chine                                       | 56 138      |
| Pologne                                     | 29 190      |
| Mongolie                                    | 21 132      |
| Hongrie                                     | 16 831      |
| Vietnam                                     | 13 662      |
| Tchéquie                                    | 11 249      |
| Corée du Nord                               | 10 617      |
| Turquie                                     | 10 230      |
| Bulgarie                                    | 5 836       |
| Inde                                        | 5 696       |
| Afghanistan                                 | 5 090       |

Source : https://view.officeapps.live.com/op/view.aspx?src=https%3A%2F%2Fwww.un.org%2Fdevelopment%2Fdesa%2Fpd%2Fsites%2Fwww.un.org.development.desa.pd%2Ffiles%2Fundesa_pd_2020_ims_stock_by_sex_destination_and_origin.xlsx&wdOrigin=BROWSELINK
| Pays d'origine | 2011    | 2012    | 2013    | 2014    | 2015    | 2016      | 2017      | 2018      | 2019 |
| -------------- | ------- | ------- | ------- | ------- | ------- | --------- | --------- | --------- | ---- |
| Ukraine        | 93 400  | 92 000  | 110 200 | 122 300 | 192 700 | 306 000   | 345 800   | 346 200   |      |
| Ouzbékistan    | 131 100 | 86 400  | 103 100 | 115 300 | 127 500 | 138 400   | 141 100   | 149 100   |      |
| Tadjikistan    | 87 100  | 64 400  | 75 700  | 82 900  | 91 800  | 100 300   | 110 200   | 126 300   |      |
| Arménie        | 59 400  | 73 000  | 90 000  | 102 300 | 115 000 | 116 100   | 114 800   | 107 300   |      |
| Azerbaïdjan    | 67 900  | 53 000  | 62 800  | 67 200  | 77 300  | 85 500    | 90 000    | 93 700    |      |
| Kazakhstan     | 28 100  | 16 300  | 42 200  | 65 500  | 79 400  | 85 700    | 93 200    | 92 400    |      |
| Moldavie       | 33 900  | 28 200  | 36 300  | 41 200  | 51 600  | 60 100    | 62 400    | 63 700    |      |
| Biélorussie    | 27 700  | 6 100   | 9 800   | 14 000  | 17 700  | 20 200    | 24 900    | 28 700    |      |
| Kirghizistan   | 44 600  | 4 400   | 14 000  | 22 400  | 30 800  | 34 200    | 30 700    | 27 800    |      |
| Géorgie        | 12 100  | 12 100  | 15 600  | 17 100  | 18 700  | 19 300    | 18 800    | 20 000    |      |
| Vietnam        | 11 100  | 8 800   | 10 200  | 10 700  | 11 500  | 12 100    | 12 100    | 12 900    |      |
| Chine          | 28 400  | 7 600   | 8 500   | 8 000   | 8 900   | 8 500     | 8 600     | 8 900     |      |
| Turkménistan   | 5 600   | 3 800   | 4 100   | 4 400   | 5 000   | 4 600     | 4 600     | 5 000     |      |
| Turquie        | 5 400   | 3 400   | 3 800   | 4 200   | 4 400   | 4 400     | 4 300     | 4 400     |      |
| Lituanie       | 2 600   | 4 200   | 4 600   | 4 900   | 4 000   | 4 400     | 4 300     | 4 000     |      |
| Autres pays    | 48 800  | 26 700  | 30 100  | 33 400  | 36 200  | 39 200    | 39 000    | 40 400    |      |
| Total          | 687 000 | 490 300 | 621 000 | 715 800 | 872 600 | 1 039 000 | 1 104 700 | 1 130 800 |      |

| Pays de naissance          | 2010       |
| -------------------------- | ---------- |
| Ukraine                    | 2 942 000  |
| Kazakhstan                 | 2 481 900  |
| Ouzbékistan                | 1 111 700  |
| Azerbaïdjan                | 743 900    |
| Biélorussie                | 740 900    |
| Kirghizistan               | 573 300    |
| Arménie                    | 511 200    |
| Tadjikistan                | 452 200    |
| Géorgie                    | 436 400    |
| Moldavie                   | 285 300    |
| Turkménistan               | 180 000    |
| Allemagne                  | 137 700    |
| Lettonie                   | 86 700     |
| Lituanie                   | 68 900     |
| Estonie                    | 57 000     |
| Autres pays                | 385 800    |
| Total né hors de la Russie | 11 194 700 |

| Pays d'origine | 2014    | 2015    | 2016    | 2017    |
| -------------- | ------- | ------- | ------- | ------- |
| Ukraine        | 22 167  | 67 400  | 100 696 | 85 119  |
| Kazakhstan     | 28 350  | 32 070  | 37 837  | 40 718  |
| Tadjikistan    | 13 743  | 16 758  | 23 012  | 29 039  |
| Arménie        | 17 894  | 18 653  | 22 264  | 25 144  |
| Ouzbékistan    | 20 385  | 22 557  | 23 216  | 23 334  |
| Moldavie       | 9 953   | 14 086  | 17 397  | 15 473  |
| Azerbaïdjan    | 7 513   | 7 177   | 9 885   | 10 394  |
| Kirghizistan   | 9 037   | 9 041   | 9 316   | 8 777   |
| Biélorussie    | 3 346   | 3 257   | 3 582   | 4 092   |
| Géorgie        | 2 347   | 2 239   | 2 623   | 2 535   |
| Turkménistan   | 817     | 950     | 774     | 729     |
| Turquie        | 252     | 292     | 500     | 475     |
| Afghanistan    | 173     | 272     | 300     | 441     |
| Syrie          | 145     | 271     | 334     | 386     |
| Vietnam        | 240     | 265     | 287     | 331     |
| Autres pays    | 2 216   | 2 091   | 2 260   | 2 212   |
| Total          | 138 578 | 197 379 | 254 283 | 249 199 |

## Population active
La main-d'œuvre russe subit des changements considérables. Même si bien éduquée et qualifiée, elle est en grande partie mal assortie aux besoins en rapide évolution de l'économie russe. Le taux de chômage en Russie a été de 8,1 % en 2009. Le chômage est plus élevé chez les femmes et les populations jeunes. À la suite de l'éclatement de l'Union soviétique et de la dislocation économique qu'elle engendre, le niveau de vie a chuté dramatiquement. Cependant, depuis la crise économique de 1998, le niveau de vie est revenu à un niveau comparable. À partir de 2007 environ 15 % de la population vit en dessous du seuil de pauvreté, contre 40 % en 1999. Le salaire annuel moyen en Russie était de 7 680 $ (environ 13 800 $ PPP) en mai 2008, en hausse de 455 $ par an depuis août 1999.

## Urbanité et ruralité
Selon le recensement de 2002, 74 % des Russes sont urbains et 26 % vivent en milieu rural, ce ratio est identique à celui de 1989. Mais ce ratio ne prend pas en compte le phénomène de métropolisation qui touche la Russie. Un tiers des habitants de la Russie sont concentrés dans les villes de plus d'un million d'habitants: Moscou, Saint-Pétersbourg, Novossibirsk, Iekaterinbourg, Nijni Novgorod, Samara, Kazan, Tcheliabinsk, Rostov-sur-le-Don, Oufa, Volgograd et Perm. De plus, plus de 60 % de la population russe est concentrée dans trois districts fédéraux : celui Central (26 %), celui de Volga (22 %) et celui du Sud (16 %).